# Pablo Virgilio David
Pablo Virgilio "Ambo" Siongco David (Guagua, 2. ožujka 1959.) filipinski je katolički prelat koji od 2016. služi kao biskup Kalookana. Bio je pomoćni biskup San Fernanda od 2006. do 2015. godine. Predsjednik je Katoličke biskupske konferencije Filipina od 2021. godine.
Papa Franjo je 6. listopada 2024. objavio da planira Davida imenovati kardinalom i uzdigao ga na tu poziciju na konzistoriju 7. prosinca.